# Nørre Galten Sogn
Nørre Galten Sogn var et sogn i Favrskov Provsti (Århus Stift). I 1974 blev den sydlige del af Nørre Galten Sogn udskilt under navnet Hadsten Sogn. Det gamle Hadsten Sogn skiftede så navn til Over og Neder Hadsten Sogn. 30. november 2008 blev de to Hadsten-sogne lagt sammen, så hele Hadsten by lå i ét sogn. 1. januar 2020 blev resten af Nørre Galten Sogn lagt sammen med Hadsten Sogn.
I 1800-tallet var Vissing Sogn anneks til Nørre Galten Sogn. Begge sogne hørte til Galten Herred i Randers Amt. Nørre Galten Sogn tilhørte Nørre Galten-Vissing Kommune fra 1842 til 1966. Kommunen blev i 1966 indlemmet i Hadsten Kommune, som ved strukturreformen i 2007 indgik i Favrskov Kommune.
I Nørre Galten Sogn ligger Nørre Galten Kirke.
I sognet findes følgende autoriserede stednavne:
- Bavnehøj (areal)
- Bulbro (bebyggelse)
- Erslev (bebyggelse, ejerlav)
- Hinge (bebyggelse, ejerlav)
- Nørre Galten (bebyggelse, ejerlav)
- Tinghøj (areal)